# Љускаши
Љускаши (лат. Squamata), ред је гмизаваца коме припадају гуштери и змије. Ове две групе су сврстане у заједнички ред јер представљају сродне групе које имају заједничко порекло. Представљају најбројнију и најуспешнију групу рецентних гмизаваца. Одликују се тенденцијом редукције доњег јабучног лука и таквом грађом вилице да је квадратум покретно зглобљен са лобањом. Отвор клоаке је попречно постављен.

## Систематика
Према традиционалној систематици деле се на два подреда:
- коме припадају гуштери
- коме припадају змије

Међутим, постоје и друге, такође традиционалне, поделе:
- , гуштери;
- , змије;
- , црволики гуштери.

Гуштери, пак, могу бити полифилетска група. Термин Sauria који се користи да означи све гуштере, се у ствари не користи у класификацији и пре би означавао гмизавце и птице заједно, тако да се Squamata другачије дели:
- Подред Iguania (игуане и камелеони)
- Подред 
  - Инфраред Gekkota (гекони)
  - Инфраред Anguimorpha (варани, гиле и слепићи)
  - Инфраред Scincomorpha (скинкуси, пећински и крокодилски гуштери и сви Европски гуштери)
- Подред  (змије)
  - Инфраред Alethinophidia (випере, бое, кобре, итд.)
  - Инфраред Scolecophidia (слепе змије)
- Подред

Сроднички односи између тих подреда још увек нису сигурни, посебно што новија истраживања упућују да неколико породица могу градити хипотетичку групу која може обухватати већину (готово 60%) врста. Назив Toxicofera је другачија комбинација група у односу на традиционалну поделу:
- Подред  (змије)
- Подред Iguania (агаме, камелеони, игуане, итд.)
  - Инфраред Anguimorpha, се састоји од:
    - Породице Varanidae (варани, укључујући и комодо змаја)
    - Породице Anguidae (као што су крокодилски гуштери)
    - Породице Helodermatidae (гила и мексички гуштер)

## Листа породица
|                                |                                                                                            |                                        |       |
| Породица                       | Српски назив                                                                               | Представник                            | Слика |
| Amphisbaenidae , 1865          | Црволики гуштери                                                                           | Дарвинов црволики гуштер               |       |
| Bipedidae , 1951               | Мексички црволики гуштери                                                                  | Ајолот (Bipes biporus)                                |       |
| Rhineuridae , 1951             | Северноамерички црволики гуштери                                                           | Северноамерички црволики гуштер        |       |
| Trogonophidae , 1865           | Палеарктички црволики гуштери                                                              |                                        |       |
| Diploglossa                    |                                                                                            |                                        |       |
| Породица                       | Српски назив                                                                               | Представник                            | Слика |
| Anguidae , 1811                | Слепићи                                                                                    | Слепић (Anguis fragilis)                                |       |
| Anniellidae Gray, 1852             | Амерички безноги гуштери                                                                   | Калифорнијски безноги гуштер           |       |
| Xenosauridae Cope, 1866            | Ксеносауриде                                                                               | Кинески крокодилски гуштер             |       |
| Gekkota                        |                                                                                            |                                        |       |
| Породица                       | Српски назив                                                                               | Представник                            | Слика |
| Dibamidae , 1884               | Слепи гуштери                                                                              |                                        | -     |
| Gekkonidae , 1825              | Гекони                                                                                     | Дебелорепи гекон (Underwoodisaurus milii)                    |       |
| Pygopodidae , 1884             | Безноги гуштери                                                                            | ()                                     | -     |
| Iguania                        |                                                                                            |                                        |       |
| Породица                       | Српски назив                                                                               | Представник                            | Слика |
| Agamidae , 1825                | Агаме                                                                                      | Источни брадати змај (Pogona barbata)                  |       |
| Chamaeleonidae , 1825          | камелеони                                                                                  | ()                                     |       |
| Corytophanidae & , 1989        | Оклопљеноглави гуштери                                                                     | Ћубасти базилиск (Basiliscus plumifrons)                    |       |
| Crotaphytidae & , 1989         | Леопард-гуштери и гуштери са огрлицом                                                      | ()                                     |       |
| Hoplocercidae & , 1989         | Шумски гуштери                                                                             | Батинсаторепа игуана ()                | -     |
| Iguanidae                      | Игуане                                                                                     | Морска игуана ()                       | -     |
| LeiosauridaeFrost и сарадници, 2001 | -                                                                                          | Дарвинова игуана ()                    | -     |
| Opluridae & , 1989             | Мадагаскарске игуане                                                                       | ()                                     | -     |
| Phrynosomatidae & , 1989       | Безухи, рогати, шумски и брадавичави гуштери                                               | Велики безухи гуштер                   |       |
| Polychrotidae & , 1989         | Аноле                                                                                      | Зелена анола (Anolis carolinensis)                          |       |
| Tropiduridae & , 1989          | Тропидуруси                                                                                |                                        |       |
| Platynota                      |                                                                                            |                                        |       |
| Породица                       | Српски назив                                                                               | Представник                            | Слика |
| Helodermatidae                 | Отровни гуштери                                                                            | Чудовиште Гила (Heloderma suspectum)                      |       |
| Lanthanotidae                  | Безухи гуштери                                                                             | Безухи гуштер ()                       | -     |
| Varanidae                      | Варани                                                                                     | Џиновски варан (Varanus giganteus)                      |       |
| Scincomorpha                   |                                                                                            |                                        |       |
| Породица                       | Српски назив                                                                               | Представник                            | Слика |
| Cordylidae                     | Прстенасторепи гуштери                                                                     | Прстенасторепи гуштер ()               | -     |
| Gerrhosauridae                 | Плочасти гуштери                                                                           | Судански плочасти гуштер ()            |       |
| Gymnophthalmidae               | Гуштери наочари                                                                            | -                                      | -     |
| Lacertidae , 1811              | Зидни или прави гуштери                                                                    | Окати гуштер ()                        |       |
| Scincidae , 1811               | Сцинкуси (пешчане рибе)                                                                    | Амерички сцинкус плавог језика (Tiliqua occipitalis)      |       |
| Teiidae                        | Пећински и крокодилски гуштери                                                             | Плави тегу (Tupinambis teguixin)                          |       |
| Xantusiidae                    | Ноћни гуштери                                                                              | Гранитни ноћни гуштер ()               |       |
| Alethinophidia                 |                                                                                            |                                        |       |
| Породица                       | Српски назив                                                                               | Представник                            | Слика |
| Acrochordidae Bonaparte, 1831           | Брадавичасте змије                                                                         | Морска брадавичаста змија ()           |       |
| Aniliidae Stejneger, 1907               | Лажне коралне змије                                                                        | Лажна корална змија ()                 |       |
| AnomochilidaeCundall, Wallach и Rossman, 1993.        | Патуљасте цевасте змије                                                                    | Леонардова цеваста змија ()            |       |
| Atractaspididae Günther, 1858         | Моло випере                                                                                | ()                                     |       |
| Boidae , 1825                  | бое                                                                                        | Амазонска шумска боа (Corallus hortulanus)                |       |
| Bolyeriidae Hoffstetter, 1946             | Велике острвске бое                                                                        | Велика острвска лажна боа (Bolyeria multocarinata)           |       |
| Colubridae , 1811              | Колубриде                                                                                  | Белоушка (Natrix natrix)                            |       |
| Cylindrophiidae Fitzinger, 1843         | Азијске цевасте змије                                                                      | Црвенорепа цеваста змија ()            |       |
| Elapidae Boie, 1827                | кобре, коралне змије, мамбе, краитови, морске змије, морски краитови, аустралијске елафиде | Краљевска кобра (Ophiophagus hannah)                     | -     |
| Loxocemidae Cope, 1861             | Мексички патуљасти питони                                                                  | Мексички патуљасти питон (Loxocemus bicolor)            |       |
| Pythonidae Fitzinger, 1826              | Питони                                                                                     | Питон јајара (Python regius)                        | -     |
| Tropidophiidae , 1951          | Патуљасте бое                                                                              | Северна трепавичава боа (Trachyboa boulengeri)             |       |
| Uropeltidae Müller, 1832             | Змије са штитастим репом                                                                   | Кувијерова змија са штитастим репом (Uropeltis ceylanica) |       |
| Viperidae , 1811               | Випере                                                                                     | Европска аспида (Vipera aspis)                     |       |
| Xenopeltidae Bonaparte, 1845            | Сунчеве змије                                                                              | Сунчева змија ()                       |       |
| Scolecophidia                  |                                                                                            |                                        |       |
| Породица                       | Српски назив                                                                               | Представник                            | Слика |
| Anomalepidae Taylor, 1939            | Дневне слепе змије                                                                         | Дневна слепа змија                     |       |
| Leptotyphlopidae Stejneger, 1892        | Малене слепе змије                                                                         | Тексашка слепа змија ()                |       |
| Typhlopidae Merrem, 1820             | Слепе змије                                                                                | Црна слепа змија ()                    |       |